# Nebojša Radmanović
Nebojša Radmanović (Небојша Радмановић; nacido el 1 de octubre de 1949 en Gračanica, Bosnia y Herzegovina, antigua Yugoslavia) es un político serbobosnio. Terminó sus estudios en Banja Luka, antes de ir a estudiar a la Facultad de Filosofía de la Universidad de Belgrado. Fue elegido el 1 de octubre de 2006 para un mandato de cuatro años como miembro serbio de la presidencia tripartita de Bosnia y Herzegovina, y asumió el cargo el 6 de noviembre de 2006, como lo hicieron los otros dos miembros elegidos al mismo tiempo, Haris Silajdzic y Željko Komšić. Fue reelegido en 2010. Es miembro de la Alianza de Socialdemócratas Independientes. Está casado y tiene dos hijos.